# Aanslibbing van havens
Havens (en andere inhammen van rivieren en estuaria waar geen stroming is) kunnen verondiepen door de afzetting van slib (aanslibbing).

## De vulstroom door het getij

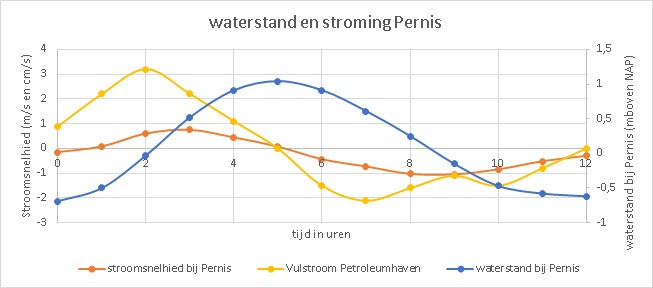
Stroomsnelheid in de Petroleumhaven

Het proces van aanslibbing in een havenbekken is in principe heel simpel. Er komt ieder getij een hoeveelheid slibrijk water binnen. Tijdens de kentering bezinkt een deel van dat slib, en met de ebstroom loopt er dus water het havenbekken uit met een lagere sedimentconcentratie. Het verschil tussen instroom en uitstroom van sediment is dus de aanslibbing. Als voorbeeld wordt de aanslibbing van de 1e Petroleumhaven in Rotterdam genomen. Die haven heeft een lengte van ongeveer 1900 m en een breedte van 250 m, de oppervlakte is dus 475.000 m2. Het getijverschil daar is ongeveer 1,5 m. Het getijprisma is 0,7 miljoen m3. Uit metingen is gebleken dat het instromende water ongeveer 75 mg/l sediment bevat, en het uitstromende water bij eb ongeveer 10 mg/l. Er blijft dus 65 mg/l in de haven (= 65 g/m3). Dit vermenigvuldigd met het getijprisma geeft een aanslibbing van 47.750 kg per getij, of 150 m3/getij. Dat is dus ruim 100.000 m3/jaar.

## Dichtheidsstromen in een havenbekken

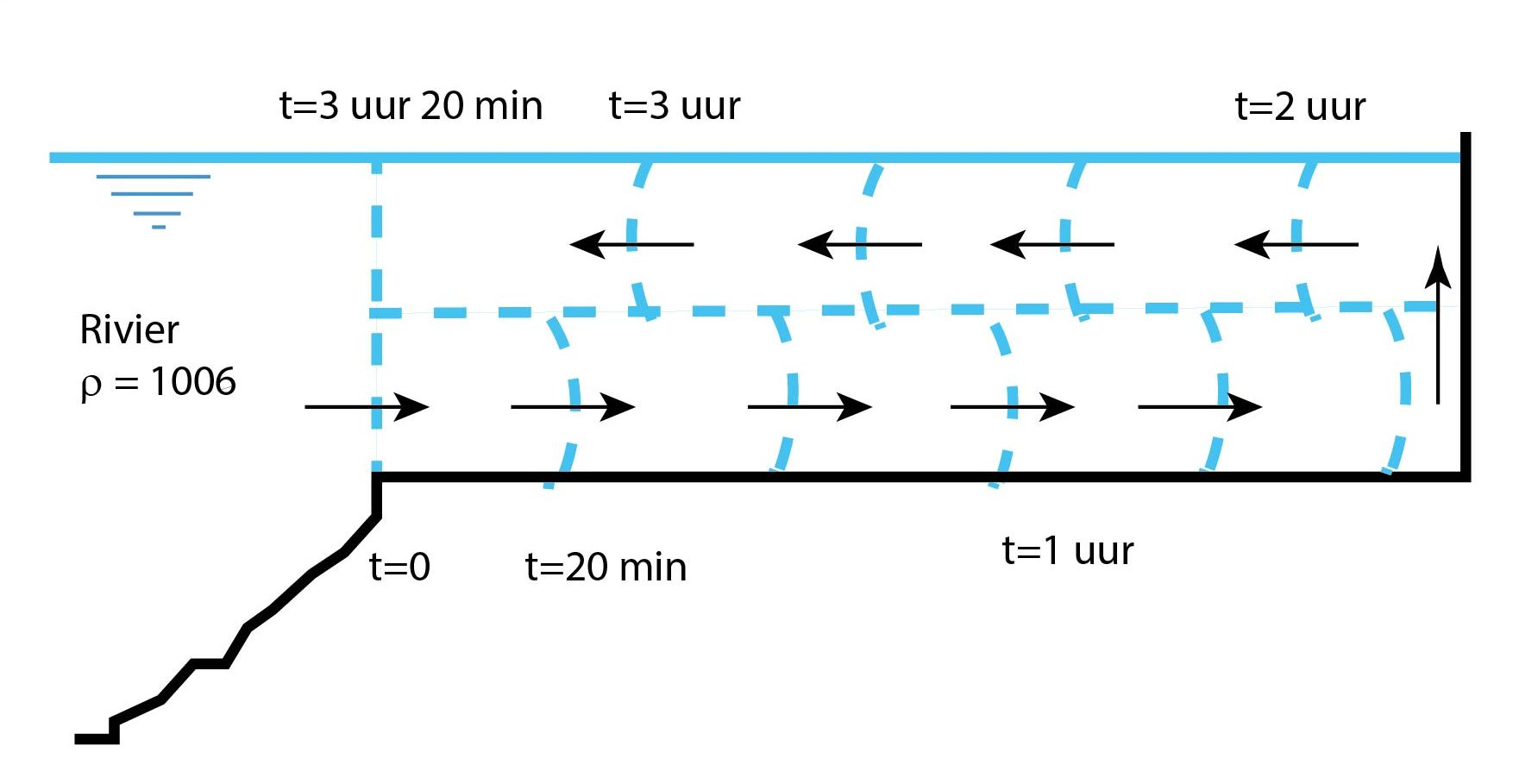
Een zouttong in een haven

Maar als het zoutgehalte in de rivier verandert gedurende het getij, gaat bovenstaande redenering maar voor een klein deel op. Stel: het havenbekken uit bovenstaand voorbeeld is gevuld met zoet water. Door het getij komt de zouttong in de rivier langs. Er gaat dan niet alleen een getijstroom het bekken inlopen, maar ook een zouttong. Het zoute water loopt over de bodem de haven in; het zoete water verlaat de haven via de oppervlakte. Als de tong het einde van de haven heeft bereikt, weerkaatst ze en dan loopt de zouttong via de oppervlakte weer terug naar de rivier. De snelheid van deze zouttong kan berekend worden met:
{\displaystyle v_{d}=0,45{\sqrt {2\delta gh}}}
waarin:
{\displaystyle v_{d}} = snelheid van de zouttong (m/s)
{\displaystyle \delta } = relatieve dichtheid, dus {\displaystyle (\rho _{z}-\rho _{r})/{\rho _{r}}}
{\displaystyle g} = versnelling van de zwaartekracht (m/s2)
{\displaystyle h} = totale waterdiepte (m)

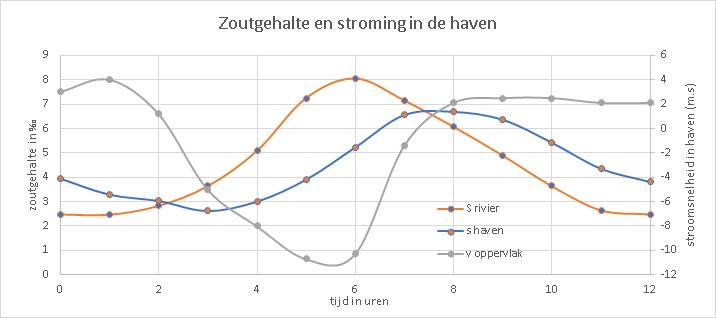
Zout en stroming haven

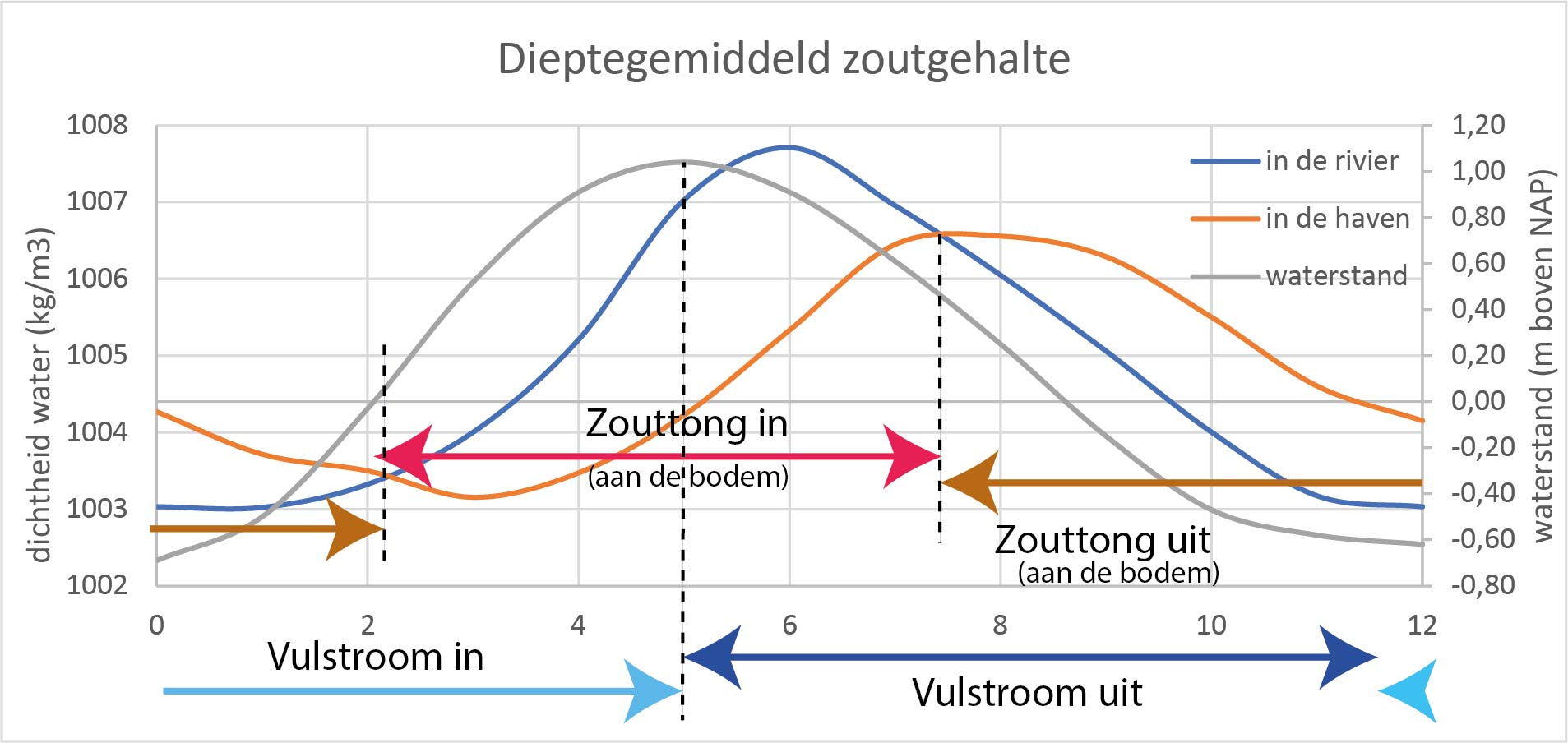
vulstroom en zouttong in een haven

De Petroleumhaven heeft een diepte van zo'n 10 m. Op een gegeven moment (als voorbeeld nemen we t=5 uur) is het zoutgehalte in de rivier ruim 7‰, terwijl het in de haven nog maar 4‰ is. Deze waarden komen (bij een temperatuur van 16°C) overeen met een dichtheid van het water van 1005 en 1003 kg/m3. Een vrij klein verschil dus. De relatieve dichtheid is dan 2,5·10-3. Deze waarden ingevuld in bovenstaande formule geeft een snelheid van de tong van ongeveer 32 cm/s. De tong loopt dus door de haven in ongeveer (1900/0,32)/60 = 100 minuten. Maar aan het eind van de haven weerkaatst de tong tegen de achterkant en gaat deze teruglopen met dezelfde snelheid. Dus na ongeveer 200 minuten (3 uur en 20 min) is de hele haven zout.
En even later is het zoutgehalte in de rivier weer anders, en gaat er dus weer een nieuwe dichtheidsstroom lopen. Op deze manier wordt de haven dus constant gevuld met slibrijk water. Er wordt dus veel meer slib afgezet dan de eerste berekening met alleen de getijstroom suggereert. Dit kan wel een factor vijf meer zijn.
De conclusie is dat (haven)bekkens aan een rivier of estuarium met een gedurende het getij veranderend zoutgehalte zeer sterk last hebben van aanslibbing. Bij havens die altijd even zout of even zoet zijn speelt dit niet, en gaat de berekening die hierboven bij "vulstroom" is gegeven wel op. Havens pal aan zee zonder significante zoetwater-uitstroming (bijv. Zeebrugge of Scheveningen) hebben dus minder last van aanslibbing dan haven met variërend zoutgehalte (Rotterdam, Antwerpen,  Bremen, Emden).
Een additioneel probleem is dat over het algemeen het slibgehalte van het water bij de bodem veel groter is dan aan de oppervlakte. En omdat er vooral bodemwater het havenbekken instroomt met veel sediment komt er ook veel sediment in de haven.

## Het verminderen van zoutindringing en aanslibbing
Het verminderen van de aanslibbing door de de vulstroom is heel erg lastig en vaak onmogelijk. De enige echte oplossing is verkleinen van het oppervlak van de haven, maar dat is uit bedrijfseconomisch oogpunt vaak onwenselijk. Het versmallen van de ingang heeft voor de vulstroom geen effect; dezelfde hoeveelheid water zal naar binnen stromen, alleen met een iets hogere snelheid. Wel is het mogelijk om iets te doen aan de effecten van de zouttong en aan het feit dat de meeste aanslibbing via de bodemstroom plaats vindt. Er zijn ook proeven gedaan met een flexibel kunststof scherm om het slib tegen te houden en waar schepen  overheen konden varen, maar dat was geen succes.:blz 30

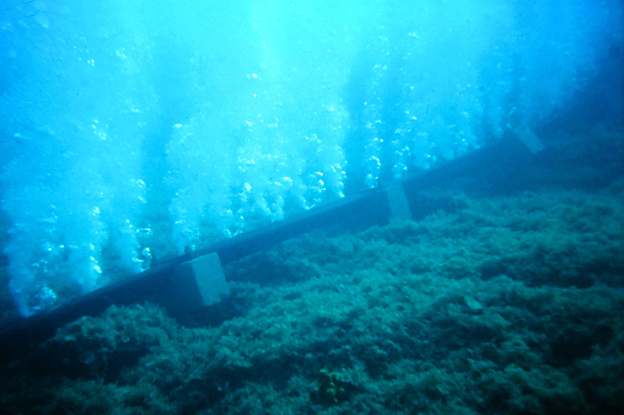
Een bellenscherm in werking

### Bellenscherm
Een methode die wel gebruikt is om de zoutindringing en bijbehorend sedimenttransport te verminderen is het gebruiken van een bellenscherm. Hierbij wordt een gordijn van luchtbelletje gecreëerd met de bedoeling om extra weerstand voor de zouttong te genereren, waardoor die langzamer gaat lopen. Dat werkt wel, de zouttong verminderd. Deze techniek is in Nederland in 1971 bij de Rozenburgsesluis in Rotterdam toegepast. Het probleem is wel dat als de sluisdeur te lang open staat, de zouttong toch de hele kolk kan vullen, en dat heeft het scherm dus geen effect. Bij de nieuwe Zeesluis IJmuiden lost men het probleem op door landwaarts van de sluis een diepe put te baggeren. Omdat het zwaardere zoute water daar in blijft staan, kan het vanuit de put afgevoerd worden via een gemaal naar zee. Het bestaande Gemaal IJmuiden is daarvoor uitgebreid.

### Current deflecting wall (CDW)

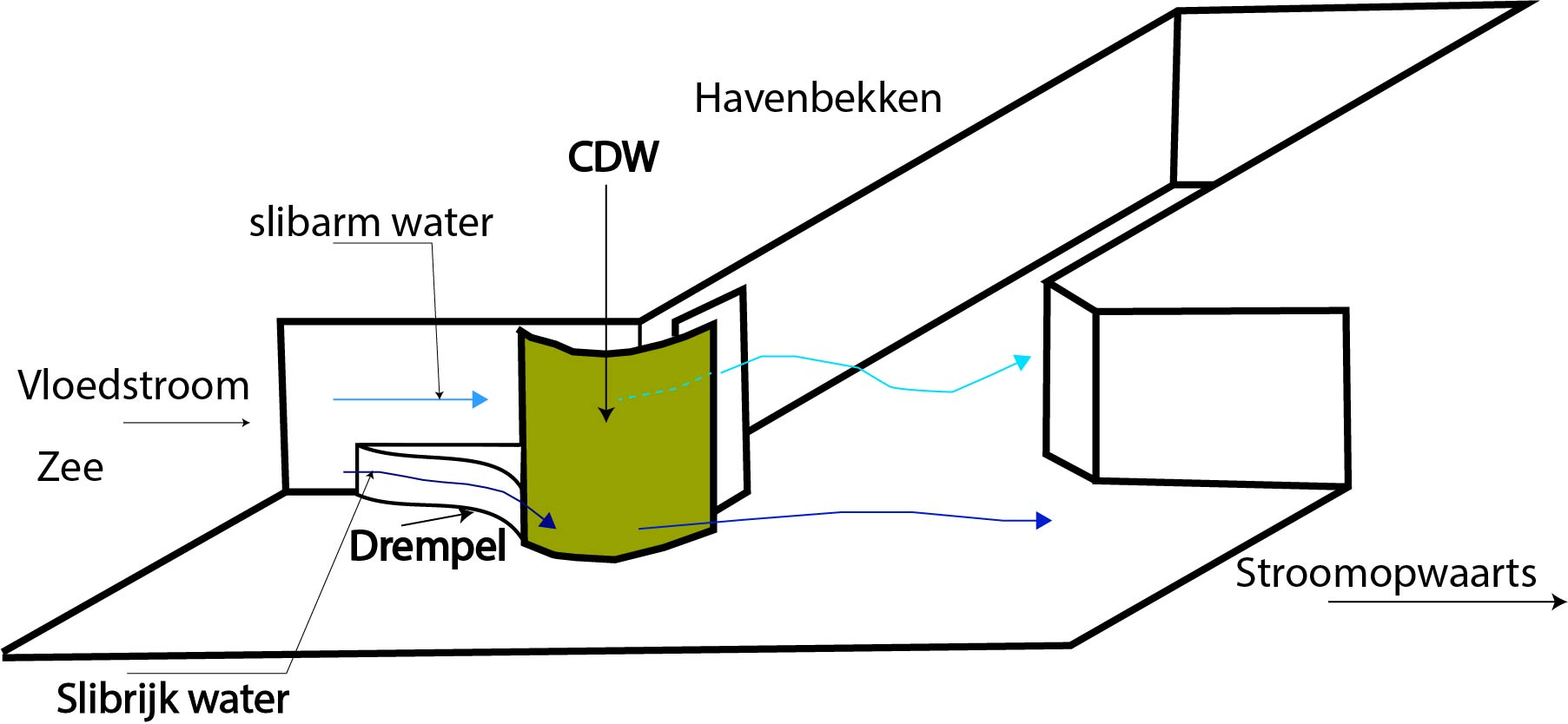
Schema van een current deflecting wall

Er zijn proeven gedaan met een speciale vormgeving van de mond van de haven om zo de aanslibbing te verminderen (door te zorgen dat er zo weinig mogelijk uitwisseling is tussen rivierwater en het water in de haven en dat het water dat de haven instroomt zo weinig mogelijk slib bevat), de current deflecting wall. Het doel van deze dam is niet zozeer om de dichtheidstroom te verminderen, maar om te zorgen dat het havenbekken vooral gevuld wordt met water van nabij het wateroppervlak, wat veel minder sediment bevat. Deze oplossing, ontwikkeld door H. Christiansen in Duitsland, is voor het eerst in 1990 bij de Köhlfleet haven in Hamburg toegepast.  Bij het Deurganckdok in Antwerpen is een degelijke current defection wall gebouwd. Door een drempel nabij de bodem wordt het onderste deel van de getijstroom (met een hoge concentratie slib) naar het midden van de rivier geleid, en wordt het havenbekken gevuld met water van nabij de oppervlakte dat minder sediment bevat. Een van de aandachtspunten bij een dergelijke stroomgeleidingsdam is dat het stroombeeld lokaal heel anders wordt, iets waar de loods nadrukkelijk rekening mee moet houden. Daarom is daar bij het Deurganckdok speciale aandacht aan besteed door het uitvoeren van simulatievaarten met loodsen.

### Alternatieven
Los van het tegengaan van een sedimentinstroom in het havenbassin kan men er ook voor kiezen om te proberen het sediment in suspensie te houden. Dus te voorkomen dat het sediment bezinkt. Dit kan bijvoorbeeld door te zorgen voor extra stroming in het bassin. Een andere methode is om de aanslibbing bevaarbaar te houden. Schepen kunnen zonder probleem varen door een sedimentlaag met een dichtheid van minder dan 1200 kg/m3. Door niet steeds de bovenste (waterige) laag weg te baggeren, maar alleen de dieper gelegen, dichtere lagen kan aanzienlijk bespaard worden op de baggerkosten. In veel havens wordt daarom specifiek de nautische bodem gehandhaafd.